# 竜飛御天歌
竜飛御天歌（りゅうひぎょてんか）は1447年（世宗29年）に李氏朝鮮で刊行された歌集である。李氏朝鮮の太祖李成桂の高祖父である穆祖から太宗までの6代の事績を称えた王朝礼賛の歌集である。

## 解題

### 編纂経緯
1442年3月に世宗の命により歌集作成の準備が始められ、1443年のハングル完成を経た1445年4月に権踶、鄭麟趾、安止により本文が作られた。これを受けて、崔恒、朴彭年、姜希顔、申叔舟、李賢老、成三問、李塏、辛永孫が世宗の命により注釈を加え、1447年10月に10巻5冊本として刊行された。

### 構成
詩歌は全125章からなる。各章はまず本文である朝鮮語の詩歌がハングル・漢字混じり文で掲げられ、次に本文に対する漢文の注釈が割注で示されている。そして最後に本文の漢文訳が、四言詩あるいは五言詩の形式で附されている。第1章と第125章を除いて、本文である朝鮮語の詩歌の部分は対句の形式になっており、第1句で中国の歴代帝王の事績を挙げ、第2句で李氏朝鮮の王族の事績を対比させて詠んでいる。

### 言語的特徴
竜飛御天歌はハングル創製直後に作られた最初期の文献の1つであり、中期朝鮮語文献の中でも特徴的な表記が見られる。
- 多くの中期朝鮮語文献はいわゆる「8終声法」に従い終声字として「ㄱ、ㆁ、ㄷ、ㄴ、ㅂ、ㅁ、ㅅ、ㄹ」のみを用いるが、竜飛御天歌では現代語における形態主義的な表記法と同様に、8終声以外の終声字が用いられている。
  - 곶「花」（通常は「곳」）、높고「高く」（通常は「놉고」）
- いわゆる「사잇소리（間音）」と呼ばれる属格語尾は、音環境により「ㅅ」以外に「ㄱ、ㄷ、ㅂ、ㆆ、ㅿ」の文字でも表される。
  - 兄ㄱ ᄠᅳ디「兄の意が」、하ᄂᆞᇙ ᄠᅳ들「天の意を」
- 唇軽音「ㅸ」がよく保たれている。
  - 글ᄫᅡᆯ「文章」、셔ᄫᅳᆯ「都」

その他、朝鮮の固有語の地名、女真語、モンゴル語がハングルで表記された例があり、興味深い。

## 書誌

### 原刊本
原刊本は巻1、2、3、4、7、8、9、10の全8巻が現存しており、ソウル大学校奎章閣韓国学研究院に巻1、2が、高麗大学校図書館晩松文庫に巻1、2、7、8が、ソウル歴史博物館に巻3、4が、啓明大学校童山図書館に巻8、9、10がそれぞれ所蔵されている。これら原刊本はいずれも韓国の宝物に指定されており、啓明大所蔵本が2006年4月28日に宝物第1463-1号に、ソウル歴史博物館所蔵本が2009年2月23日に宝物第1463-2号に、ソウル大所蔵本が2009年10月20日に宝物第1463-3号に、高麗大所蔵本が同じく2009年10月20日に宝物第1463-4号に指定されている。
また、初刊本と同一の版木を用いて後世に印出したと思われる版本がソウル大学校奎章閣に10巻完帙本として残っており，一般に古板本と称される。この版本は字画の欠損や補刻が甚だしく、版面の状態が悪い。
版の体裁は以下の通りである（ソウル歴史博物館所蔵本）。
- 木版本
- 版匡：縦25.9cm×横17.6cm、四周双辺、有界
- 版心：上下大黒口、上下内向黒魚尾
- 行数・字数：半葉9行、1行20字

### 重刊本
重刊本は以下の諸版が伝わっている。

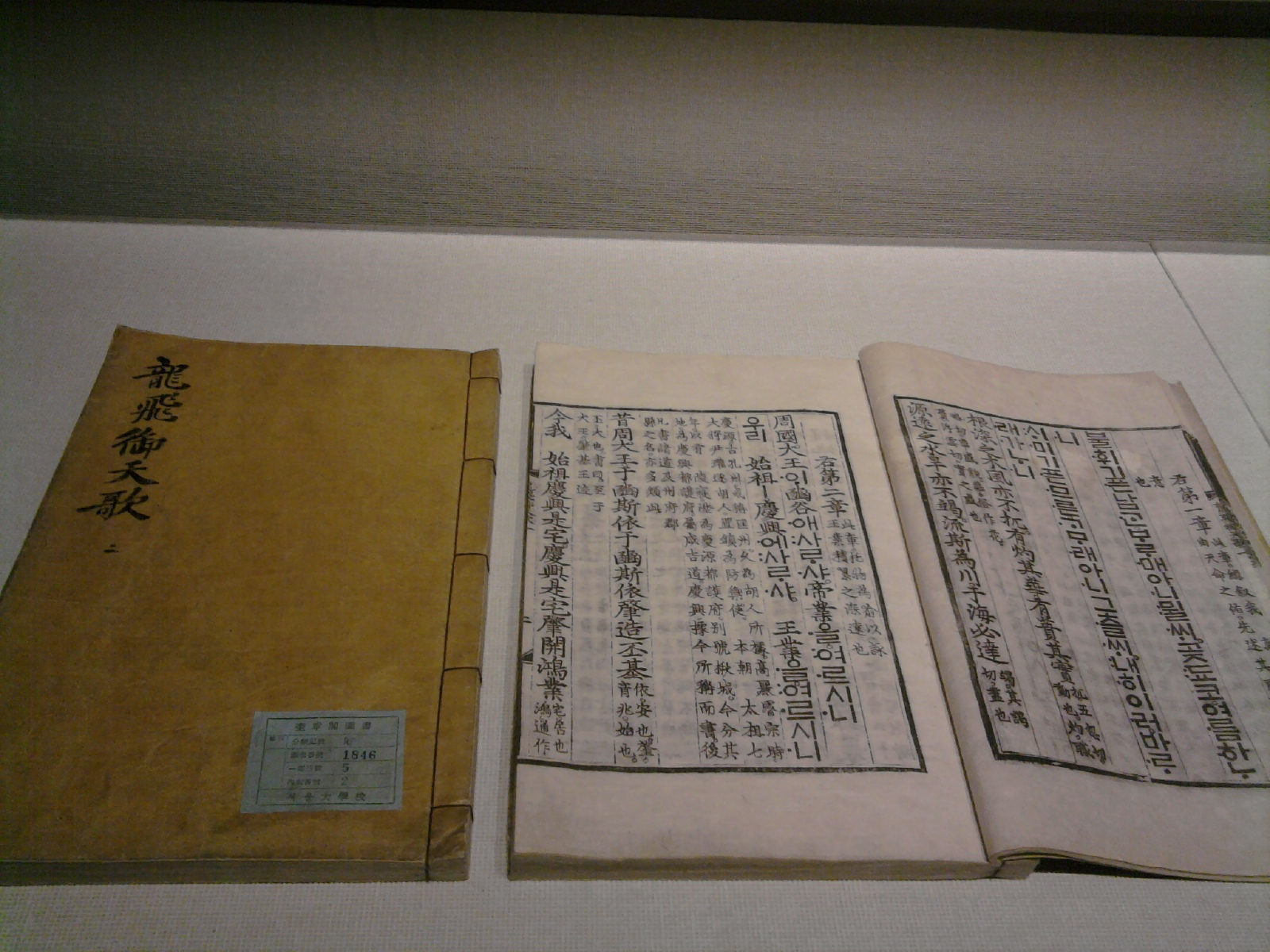
ソウル大学校奎章閣所蔵の万暦本

- 万暦本（ソウル大学校奎章閣所蔵本）：10巻5冊の完帙本。史庫に保存されていた内賜本で、1612年の内賜記を持つ。原刊本を基にした覆刻本で、版面は原刊本を比較的忠実に再現しているが、誤刻が見られる。
- 順治本（ソウル大学校図書館所蔵本）：1659年の内賜記を持つ。ハングルの書体が原刊本とはかなり異なっており、黒口の有無や魚尾の形状など版の体裁も原刊本とは異なっている。万暦本の誤りは修正されているものの、万暦本とは異なる誤刻が見られる。
- 乾隆本（ソウル大学校奎章閣所蔵本）：1765年の内賜記を持つ。順治本の欠落部を補った補版本であるため、体裁や誤刻などは基本的に順治本と同一である。

これら版本とは別に、以下の異本が存在する。
- 実録本：朝鮮語の歌詞と漢詩の一部が『世宗実録』の楽譜に収録されている。
- 竜飛御天歌約本：1612年に咸鏡道観察使である韓浚謙が刊行した本。口訣付き漢文歌詞とその読み、そしてその平易な朝鮮語訳が付されている。1巻1冊。

## 批判
- 李榮薫は、国家の歴史を神聖視する国家主義は危険として、「国家の歴史を『龍飛御天歌』を書くやり方で捏造しようというのではありません」と述べている[1]。
- 永島広紀は、「その内容は潤筆と虚飾に満ち溢れている」と評している[2]。

## その他
- 韓国の10000ウォン紙幣の図柄に採用されている。